# 许杨
許楊（?—?），字偉君，汝南郡平舆县人，东汉政治人物。許楊在西漢時期曾擔任過郎官、酒泉郡都尉等職位，王莽稱帝後，許楊隱姓埋名為巫醫。汉光武帝建武十八年，汝南郡太守鄧晨因他精通水利，任命其為都水掾，負責修復汝南郡內的水塘鴻郤陂，許楊依據地勢，修建堤堰嘉惠百姓，灌溉了幾千頃農田，但他卻因修築堤堰期間損害了豪族大姓的利益，遭誣陷下獄，被釋放後因病去世。

## 生平
許楊年輕時就喜愛各種方術，王莽輔佐朝政時，徵召他擔任郎官，逐漸升遷至酒泉郡都尉，等到王莽篡奪帝位建立新朝後，許楊便改換姓名去當巫醫，逃亡至別的地方藏匿起來，直到王莽敗亡，他才返回故鄉。
汝南郡內原本有一處名叫鴻郤陂的水塘，西汉汉成帝時，丞相翟方進上奏請求把它毀壞了。建武年間，汝南郡太守鄧晨打算修浚鴻郤陂，讓其重新發揮功用，聽說許楊深諳水流的分布狀況與變動規律，於是召請並同他籌畫這件事。
許楊說：「過去漢成帝聽信翟方進的主意，隨即便夢見自己登上天庭，被天帝怒斥道：『因何原因竟毀壞了我那濯龍淵？』自此以後百姓便失去鴻郤陂所帶來的益處，致使許多人挨餓受窮，當時的歌謠傳唱到：『毀掉我們坡塘之人就是翟子威，結果叫我們只能種些大豆、芋頭填肚皮，禍福反覆無常兩相倚，該把坡塘重新修好哩。』從前大禹開通长江，疏導黄河，來使天下人獲取福利，明府您如今要把廢棄的功業再度振興起來，讓國家富足，叫百姓安定，當年歌謠所吟唱的內容，眼看著就要在此刻得到回應了，我確實願意拿性命為您效力。」鄧晨聽罷萬分高興，隨即任命許楊擔任都水掾，讓他負責統籌掌管此事，許楊於是依據地形高低，修築了長四百多里的堤堰，歷時數年才竣工，堤堰完成後，百姓們得到實惠，接連獲得好幾年的大豐收。
起初，豪強勢家利用修建堤堰的施工機會，都爭著想在自身所處的地段內搜刮聚斂發橫財，而許楊沒讓他們任何一家得逞，豪強們於是共同誣陷許楊收受賄賂，鄧晨因此逮捕許楊並將他關入牢獄中，可許楊身上的刑具卻總是自動脫落，牢獄的監管人員見此情景很害怕，急忙把情況稟告給鄧晨，鄧晨聞訊吃驚地說道：「果真冤枉好人了，我聽說忠貞和誠信可以感動神靈，眼前正是具體驗證吧！」隨即連夜將許楊放了出來，讓他回家，當時天色異常陰沉黑暗，然而許楊在返家的過程中，一路上卻彷彿有火光在替他照路，人們對此深感驚異。後來許楊因病去世，鄧晨特意在都宮幫他修建了廟宇，繪製他的畫像，眾百姓感念許楊的功績，紛紛前往廟中祭祀他。

## 延伸閱讀
[在维基数据编辑]
 《後漢書·卷82上》，出自范晔《後漢書》